# Eucampesmus orites
Eucampesmus orites är en mångfotingart som beskrevs av Chamberlin 1941. Eucampesmus orites ingår i släktet Eucampesmus och familjen Chelodesmidae. Inga underarter finns listade i Catalogue of Life.